# Perizoma coarctata
Perizoma coarctata är en fjärilsart som beskrevs av Louis Beethoven Prout 1906. Perizoma coarctata ingår i släktet Perizoma och familjen mätare. Inga underarter finns listade i Catalogue of Life.